# Jean-Marie Pirot
Jean-Marie Pirot, besser bekannt als Arcabas (* 21. März 1926 in Metz; † 23. August 2018 in Saint-Pierre-de-Chartreuse) war ein französischer Maler der Christlichen Kunst.

## Leben
Jean-Marie Pirot studierte an der École Nationale Supérieure des Beaux-Arts in Paris. Zwischen 1950 und 1969 war er Professor an der École Supérieure des Beaux-Arts in Grenoble. Danach war er von 1969 bis 1972 Titularprofessor an der Universität von Ottawa, außerdem war er der Gründer und Leiter des «l’atelier collectif expérimental». Zurück in Frankreich gründete Pirot die «Éloge de la Main» an der Universität der Sozialwissenschaften in Grenoble.
Seine Sakralkunst in der Kirche von Saint-Hugues-de-Chartreuse war Gegenstand einer Schenkung an das Département Isère im Rahmen des kulturellen Erbes. Die Glasfenster der Église Notre-Dame des Neiges in L’Alpe d’Huez stammen von ihm.
Einige Werke von Jean-Marie Pirot alias Arcabas sind auch im Musée de Grenoble, in der Bibliothèque nationale de France in Paris, der Pinakothek Internationale de Waterloo, der University of Ottawa, Cuernavaca (Mexiko) und in privaten Sammlungen zu finden. Ab dem Jahr 1986 lebte und arbeitete Jean-Marie Pirot in Saint-Pierre-de-Chartreuse (Isère).